# Attack on Memory
Attack On Memory je druhé studiové, respektive třetí album celkově americké indie rockové skupiny Cloud Nothings. Vyšlo 24. ledna 2012 prostřednictvím hudebního vydavatelství Carpark Records. Hudebním inženýrem alba byl Steve Albini z chicagského nahrávacího studia Electrical Audio. Jde o první album kapely, na kterém se autorsky podílela celá skupina frontmana Dylana Baldiho. Album obsahuje na rozdíl od předešlých spíše power popových alb temnější skladby a těžší zvuk.

## Nahrávání alba

### Produkce
Album Attack on Memory bylo nahráno ve studiu Electrical Audio nacházející se v Chicagu. Studiového inženýra, S. Albiniho, považoval Dylan Baldi za někoho, kdo dokáže „aby kapely zněly jako při živém koncertu a přesně to jsem si pro album Attack on Memory představoval“, vyjádřil se pro magazín Spin. Během čtyř dnů, po které Cloud Nothings s Albinim nahrávali, nechával studiový inženýr nahrávání volný průběh. Dylan Baldi posléze prozradil, že Albini většinu času strávil hraním Scrabblu a blogováním, a také, že nepřišel s žádným nápadem. Albini v reakci na toto prohlášení sdělil, že tento přístup praktikuje vždy a že před nástupem sociálních médií si během nahrávání četl. Dále prohlásil, že tuto metodu užívá, aby nenarušoval přirozený průběh natáčení; zároveň je však schopen nahrávání zastavit, kdykoli zaslechne něco, co se mu nezdá.

### Hudební styl
Album Attack on Memory zaznamenalo změnu hudebního stylu. Předešlá alba byla spíše popová, album Attack on Memory je považováno za více temnější a agresivnější. Dylan Baldi, frontman kapely, doslova řekl, že je to „kupa depresivních songů“. Jedním z důvodů pro změnu stylu považuje Baldi jeho znuděnost nad power popem. Název alba byl odrazem Baldiho dojmů z předchozího zvuku, doslova říkajíc, že poslední album bylo „útokem na paměť toho, co si lidé o kapele mysleli“.
Mezi kapelami, které ho při nahrávání desky ovlivnili zařadil Baldi Black Sabbath, Ninu Hagen, Killdozer, Zounds, Thin Lizzy, The Wipers, Bitch Magnet a Swell Maps.

## Vydání
Album Attack on Memory bylo poprvé ohlášeno 28. října 2011. Prvním singlem z alba byla skladba No Future/No Past, která vyšla 7. listopadu 2011. Píseň získala od Pitchforku nálepku Nejlepší nová skladba.  Druhým singlem byl song Stay Useless vydaný 9. prosince 2011. Skladba, podobně jako předchozí, získala označení Nejlepší nová skladba od Pitchfork Media. Třetí singl vyšel 13. ledna 2012. Byla jím skladba No Sentiment. Celé album bylo ke dni 17. ledna 2012 streamované na stránkách Pitchfork Media.

## Přijetí kritikou
Attack on Memory obdrželo velmi pozitivní recenze. Na serveru Metacritic dosáhlo skóre 83 bodů ze 100 možných. Pitchfork Media jmenoval album ve své recenzi Nejlepším novým albem a napsal: „Ale stejně jako většina indie kytarových kapel, které se odvážily takříkajíc překroutit retro [...] Attack on Memory je až příliš intimní, než abyste pocítili útěk od skutečnosti, až příliš vitální, aby to připomínalo levný revival.“ A. V. Club ve své pochvalné recenzi napsal: „Baldi dříve psal jako dítě úzkostlivě se vyhýbající nastalé nudě; na albu Attack on Memory je jeho styl přesně opačný, doslova svou hudbou otevírá široký prostor a nechává svou zuřivost nejprve dýchat a pak řvát.“ PopMatters napsal, že album stálo za to čekání a dále: „Bouřlivé a nabité energií, Attack on Memory má právo na to, aby se čerstvě zařadilo mezi Alba roku 2012. Je skvělé, pekelně chytlavé, prýštící retrem a jízlivostí.“
Několik recenzí kritizovalo texty písní, například Tiny Mix Tapes kritizoval skladby No Future/No Past a No Sentiment, které jsou dle jejich názoru „lyricky zmatené a současně agresivně trvající na apatii“, nejhorší řádka textu je podle nich: „No nostalgia, no sentiment, we're over it now“, tedy „Žádná nostalgie ani sentiment, to už nás přešlo“.
Na serveru Pitchfork Media se album Attack on Memory umístilo na 19. příčce Top 50 alb roku 2012 s komentářem: „Až příliš dlouho si indie kapely nechtěly špinit ruce; s albem Attack on Memory byly Cloud Nothings celí od krve.“ Na seznamu Top 50 alb roku 2012 magazínu Rolling Stone obsadilo album 21. pozici a zároveň obdrželo popisek: „Bušící bubny, kytary prokousávajcí se scenérií a Baldiho křik dělají z old-schoolové deprese něco jako new-schoolovou radost.“ Na listu Top 50 alb roku 2012 magazínu Stereogum získalo album 6. pozici.

## Seznam skladeb
Všechny skladby napsal(i) Cloud Nothings. 
| Pořadí         | Název             | Délka |
| -------------- | ----------------- | ----- |
| 1.             | No Future/No Past | 4:41  |
| 2.             | Wasted Days       | 8:54  |
| 3.             | Fall In           | 3:15  |
| 4.             | Stay Useless      | 2:46  |
| 5.             | Separation        | 3:04  |
| 6.             | No Sentiment      | 3:35  |
| 7.             | Our Plans         | 4:16  |
| 8.             | Cut You           | 3:16  |
| Celková délka: | Celková délka:    | 33:47 |

## Hitparády
| Hitparáda (2012)      | Nejvyšší pozice |
| --------------------- | --------------- |
| US Billboard 200      | 121             |
| US Top Heatseekers    | 3               |
| US Rock Albums        | 37              |
| US Independent Albums | 21              |
| US Alternative Albums | 25              |